# Aphelinus siphonophorae
Aphelinus siphonophorae is een vliesvleugelig insect uit de familie Aphelinidae. De wetenschappelijke naam is voor het eerst geldig gepubliceerd in 1888 door Ashmead.